# Момцима које сам волела: Увек и заувек
Момцима које сам волела: Увек и заувек (енгл. To All the Boys: Always and Forever) амерички је тинејџерски и љубавно-хумористички филм из 2021. године, у режији Мајкла Фимоњарија, по сценарију Кејти Лавџој. Темељи се на роману Увек и заувек, Лара Џин ауторке Џени Хан из 2017. године. Главне улоге глуме: Приказан је 12. фебруара 2021. за Netflix.
Наставак је филма Момцима које сам волела: P. S. И даље те волим (2020) и трећи, уједно и последњи део филмске серије Момцима које сам волела. Добио је позитивне критике.

## Радња
Лара Џин проживљава школску годину из снова. А има још толико тога сјајног што је чека: школски излет у Њујорк, матурско вече с њеним дечком Питером, Недеља плаже након доделе диплома и венчање њеног тате. А онда ће на колеџ с Питером, и то толико близу да може да долази кући сваког викенда и пече свима чоколадне колачиће.
Живот не може бити бољи. Барем је то оно што Лара Џин мисли, док не добије неочекивану вест да није примљена на колеџ на који је желела. Девојка која се ужасава сваке промене мора сада да промени све своје планове. Али кад глава говори једно, а срце друго — кога послушати?

## Улоге
| Глумац              | Улога             |
| ------------------- | ----------------- |
| Лана Кондор         | Лара Џин          |
| Ноа Сентинео        | Питер             |
| Џанел Париш         | Марго             |
| Ана Кеткарт         | Кити              |
| Џон Корбет          | др Кови           |
| Сарају Блу          | Трина Ротсчајлд   |
| Мадлен Артур        | Кристина          |
| Рос Батлер          | Тревор            |
| Емилија Баранац     | Џеневив           |
| Трецо Махоро        | Лукас             |
| Келси Мавем         | Емили             |
| Софија Блек Д’Елија | Хедер             |
| Хенри Томас         | господин Кавински |